# Dan Patrick
Daniel Patrick Pugh (Mason, Ohio, 1956. május 15.–), ismertebb nevén Dan Patrick, amerikai sportriporter, rádiós személyiség és színész az ohiói Masonből.

## Élete
Patrick az ohiói Zanesville-ben született, és az ohiói Masonben, Cincinnatitől 30 percre északra nőtt fel, Patricia Joann (született Miller) és John „Jack” Ambrose Pugh hat gyermekének egyikeként. A William Mason High School Középiskola kosárlabdázója volt, ahol 36 pontos egyéni csúcsot ért el egy mérkőzésen, és kiérdemelte az AP Class AA All-Ohio harmadik csapatának elismerését. 1974-ben érettségizett.
Két évig kosárlabda-ösztöndíjjal az Eastern Kentucky Egyetemre járt, majd átigazolt a Daytoni Egyetemre, ahol kommunikáció szakon végzett. Patrick a daytoni Phi Sigma Kappa testvériség Eta Hexaton tagozatának öregdiákja. 1981-ben, amikor Dan 25 éves volt, apja, Jack az UD informatikai tanszékén dolgozott, amíg meg nem halt rákban.

## Pályafutása
Mielőtt az ESPN-nél dolgozott volna, Patrick a vezetéknevén, "Dan Pugh"-ként volt ismert, mint az album rock stílusú WVUD, majd az Ohio állambeli Daytonban működő WTUE műsorvezetője (1979-1983) lett. Patrick ezután a CNN sportriportere volt (1983-89), ahol többek között a World Series, az NBA döntő és a téli olimpia közvetítéseihez tartozott. 1989-1995 között Patrick naponta készített sportműsort a Bob és Brian szindikált wisconsin-i reggeli műsorban, a kilencvenes évek elején pedig az ohiói Columbus-i WLVQ rockállomásnak készített sportműsorokat, és szerepelt a "Wags and Elliot" című reggeli műsorban. 

## Sportközvetítő iskola a Full Sail egyetemmel
2017 októberének végén jelentették be, hogy Patrick létrehozza a Dan Patrick School of Sportscasting-ot a Full Sail Egyetemmel együtt, amely Floridában található.

## Magánélete
Patrick akkor ismerkedett meg feleségével, Susannal (White), amikor a CNN-nél dolgozott, és a nő a CNN Inside Politics című műsorának producere volt. Három lányuk és egy fiuk van.

## Egyéb megjelenései

### Film és televízió
Patrick számos filmben és tévéműsorban szerepelt, nagyrészt Adam Sandler színésszel való hosszú távú barátságának köszönhetően, amelynek következtében David Letterman "baleknak" tartotta.
- The Definite Maybe (1997)
- Arli$$ (1998)
- Basebolondok (1998)
- Vizesnyolcas (1998)
- Clerks (Animated ABC program) (2000)
- Clone High (2002)
- Csontdaráló (2005)
- Lúzer SC (2006)
- Férj és férj (2007)
- A házinyuszi (2008)
- Nagyfiúk (2010)
- Blue Mountain State (2011)
- Kellékfeleség (2011)
- Jack és Jill (2011)
- Apa ég! (2012)
- Nagyfiúk 2. (2013)
- Kavarás (2014)
- Nevetséges hatos (2015)
- Az újrakezdés (2016)
- The Week Of (2018)
- Hubie, a halloween hőse (2020)